# Sbory dobrovolných hasičů v Libereckém kraji
Jednotku sboru dobrovolných hasičů obce je podle § 68 zákona č. 135/1985 Sb., o požární ochraně,
povinna zřídit každá obec. Mnohé obce jich zřizují více. Své sbory dobrovolných hasičů zřizují též některé průmyslové, dopravní a jiné firmy.
Většina sborů má ve svém názvu buď celá slova Sbor dobrovolných hasičů nebo jen zkratku SDH, některé sbory však mají názvy tvořené jinak.
Sbory dobrovolných hasičů v Česku zastřešuje Sdružení hasičů Čech, Moravy a Slezska (SH ČMS),
sbory v Čechách zastřešuje Česká hasičská jednota.
Sbory jsou označeny šesticiferným evidenčním číslem (první trojčíslí odpovídá okresu) a podle své velikosti, významu a vybavení se člení do kategorií:
největší sbory bývají v kategorii II, jiné významnější sbory v kategorii III, malé sbory v kategorii V a podnikové v kategorii VI.

## Seznam
Tento seznam obsahuje zatím především sbory uvedené v adresáři SH ČMS. Ve skutečnosti každá obec zřizuje nejméně jeden sbor.

### Okres Česká Lípa
- SDH Mimoň
- SDH Krompach
- SDH Doksy
- SDH Dubá
- SDH Nový Oldřichov
- SDH Zákupy, č. 511 191, kategorie III, založen 1850 (nejstarší v Rakousku-Uhersku), obnoven 1945 a 1999.
- a další

### Okres Jablonec nad Nisou
- SDH Frýdštejn
- SDH Huť
- SDH Líšný
- SDH Jablonec nad Nisou-Paseky
- a další

### Okres Liberec
- SDH Český Dub
- SDH Druzcov
- SDH Hejnice
- SDH Liberec -Horní Hanychov
- SDH Horní Řasnice
- SDH Liberec - Karlinky
- SDH Hradčany
- SDH Lázně Libverda
- SDH Liberec - Růžodol I
- SDH Radimovice
- SDH Vlčetín
- SDH Proseč pod Ještědem
- SDH Zdislava
- SDH Březová
- SDH Všelibice
- SDH Janův Důl
- SDH Rozstání
- SDH Nové Město pod Smrkem
- SDH Křižany

### Okres Semily
- SDH Bozkov
- SDH Bukovina u Turnova
- SDH Jesenný
- SDH Olešnice
- SDH Ploužnice[1]
- SDH Přívlaka
- SDH Semily - Podmoklice
- SDH Semily
- SDH Karlovice
- SDH Hrubá Skála
- SDH Košťálov
- SDH Křečovice
- SDH Košov
- SDH Kundratice
- SDH Rybnice (Háje nad Jizerou)
- SDH Loukov (Háje nad Jizerou)
- SDH Dolní Sytová (Háje nad Jizerou)
- SDH Všeň
- SDH Lomnice nad Popelkou
- SDH Poniklá
- SDH Turnov
- SDH Žďár u Staré Paky
- a další